# Epicauta atrata
Epicauta atrata là một loài bọ cánh cứng trong họ Meloidae. Loài này được Fabricius miêu tả khoa học năm 1775.